# Malaconotus monteiri
Malaconotus monteiri е вид птица от семейство Malaconotidae. Видът е почти застрашен от изчезване.

## Разпространение
Видът е разпространен в Ангола и Камерун.